# Robin Fraser
Robin Lucius Fraser (Kingston, 17 de dezembro de 1966) é um ex-futebolista estadunidense que atuava como zagueiro. Atualmente é o treinador do Toronto FC.

## Títulos
Como jogador
- MLS Supporters' Shield: 1998, 2004
- Liga dos Campeões da CONCACAF: 2000

Como assistente técnico
- MLS Cup: 2009, 2017
- MLS Supporters' Shield: 2015, 2017
- Campeonato Canadense: 2016, 2017, 2018